# Ogród zoologiczny w Jarosławiu
Ogród zoologiczny w Jarosławiu (ros. Яросла́вский зоопа́рк, Jarosławskij zoopark) – ogród zoologiczny założony w 2008 roku w mieście Jarosław w Rosji. Ogród ma powierzchnię 120 ha, zamieszkuje go około 3250 zwierząt z 401 gatunków.